# Wilhelm Kewenig
Wilhelm Alexander Kewenig  (* 20. Juni 1934 in Köln; † 18. Juni 1993 in Frankfurt am Main) war ein deutscher Politiker, Jurist und Hochschullehrer. Zwischen 1981 und 1989 gehörte er als Senator verschiedener Geschäftsbereiche dem Senat von Berlin an.

## Leben und Beruf
Wilhelm Alexander Kewenig wurde als Sohn des Kölner Richters Otto Kewenig geboren und katholisch getauft. Nach dem Abitur 1954 studierte er bis 1960 Rechts- und Staatswissenschaften an den Universitäten Freiburg im Breisgau, Bonn, Paris, Köln und an der amerikanischen Universität Beirut. 1962 promovierte er zum Dr. jur. in Köln, und 1963 absolvierte er die 2. Staatsprüfung. 1964 heiratete er Marianne Düren, mit der er zwei Söhne hatte. Er war der Bruder des 2017 verstorbenen Juristen und Galeristen Michael O. Kewenig.
Von 1965 bis 1967 erwarb er an der Harvard Law School in Cambridge/Mass. den Grad eines Master of Laws (LL.M.). Dort war unter anderem Henry Kissinger einer seiner Lehrer. 1969 habilitierte er in dem Bereich Völker- und Staatsrecht. Im Jahr 1970 begann er als außerordentlicher Professor in Bonn zu arbeiten. Von 1971 bis 1981 war Kewenig ordentlicher Professor für Öffentliches Recht und Direktor des Instituts für internationales Recht an der Christian-Albrechts-Universität in Kiel. In den Jahren 1974 und 1975 stand er der Universität als Rektor vor. Vorsitzender des Wissenschaftsrates war Kewenig in den Jahren 1976 bis 1979. Der Wissenschaftsrat ist im Hochschulbereich der zentrale Planungsmittelpunkt und erarbeitet Empfehlungen für Bund und Länder. Er war Mitherausgeber des German Yearbook of International Law.

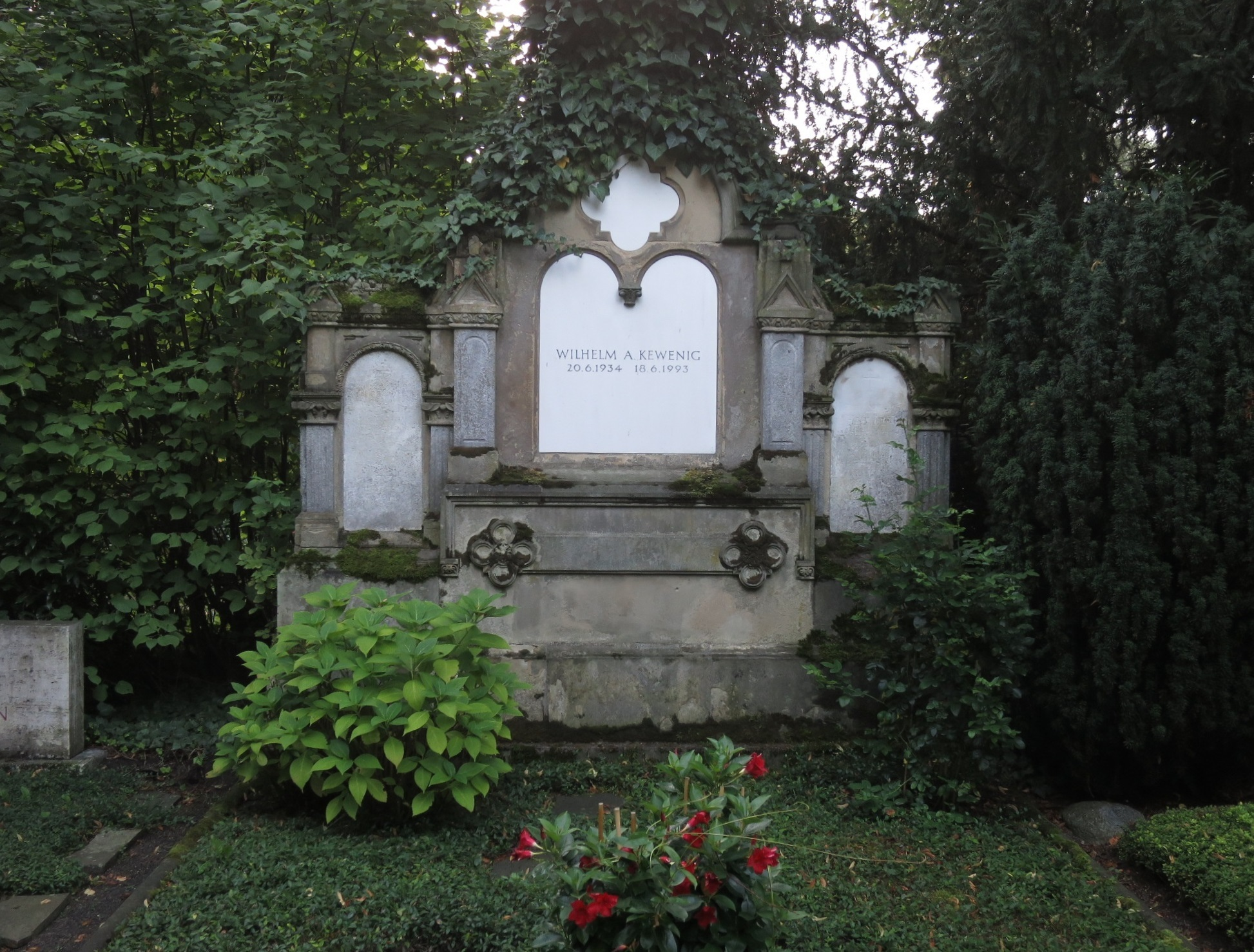
Grab auf Melaten-Friedhof

Nach seiner Arbeit in der aktiven Politik trat er im Juni 1989 in eine Frankfurter Anwaltssozietät ein.
Er war Mitglied der Studentenverbindung KDStV Ripuaria Freiburg im CV.
Seine Grabstätte befindet sich auf dem Kölner Friedhof Melaten (HWG).

## Politik
Ab 1971 war Kewenig Mitglied der CDU, und von 1974 bis 1976 arbeitete er in der CDU-Grundsatzkommission mit. Er war Mitglied des Abgeordnetenhauses Berlin von Juni 1981 bis 1989. Gewählt wurde Kewenig als Direktkandidat im Wahlkreis Charlottenburg, Wahlkreis 5 mit 44,6 % für die CDU.
Kewenig gehörte dem Berliner Senat mit Unterbrechung acht Jahre an. Er war von 1981 bis 1983 Senator für Wissenschaft und Kulturelle Angelegenheiten sowie von 1983 bis 1986 Senator für Wissenschaft und Forschung. In dieser Zeit hatte er einen ordnungspolitischen Dauerstreit mit den Universitäten und war der Meinung, dass die Hochschulen sich nicht als ein „Freigehege für Rechtsbrecher kaputtmachen“ dürften. Er forderte, dass ein Teil des Stipendien (BAfÖG) als Darlehensanteil behandelt werden sollte, da jedes Studium ein Privileg gegenüber der Mehrheit der Bevölkerung sei. Außerdem kämpfte er jahrelang gegen die Einrichtung von autonomen Schwulen- und Lesbenreferaten in den Studentenvertretungen an den Hochschulen Berlins.
Im zweiten Senat Diepgen war er von 1986 bis 1989 als Innensenator tätig. Er löste am 17. April 1986 Heinrich Lummer ab. In der Zeit als Senator entließ er den sozialdemokratischen Polizeipräsidenten Klaus Hübner, um auf die Polizei einen direkteren Einfluss nehmen zu können. Er wurde massiv wegen der Polizei-Großeinsätze während des Ronald-Reagan-Besuches im Juni 1987, bei dem er ganz Kreuzberg 36 absperren und in der Tauentzienstraße hunderte Demonstranten über Stunden einkesseln ließ, der Einkesselung eines Großteils einer Demonstration gegen das Welttreffen der Studentenorganisation CARP (Collegiate Association for the Research of Principles) der Mun-Sekte und der Polizeieinsätze während der Tagung des Internationalen Währungsfonds (IWF) und der Weltbank im September 1988 kritisiert. Aussagen wie „am Tatort muss die Pressefreiheit schon mal zurücktreten“ waren Anlass für Kritik durch Opposition und Medien. In der Zeit als Innensenator überstand er drei Misstrauensanträge. Einer davon bezog sich auf den Berliner-Verfassungsschutzskandal, bei dem das Sicherheitsorgan heimlich Dossiers über Journalisten und SPD-Abgeordnete angelegt hatte. Auch Mitglieder der Alternativen Liste Westberlin wurden in seiner Amtszeit vom Berliner Verfassungsschutz beobachtet. Von Wilhelm Kewenig wurde als Reaktion auf den 1. Mai 1987 die Polizei Spezialeinheit Einheit für besondere Lagen und einsatzbezogenes Training ins Leben gerufen, die durch ihre rücksichtslose Vorgehensweise im Kontext vieler Einsätze immer wieder in die Schlagzeilen geriet.

## Weitere Ämter
Neben seinen politischen Ämtern war er in den Vorständen der Deutschen Gesellschaft für Völkerrecht, der Deutschen Gesellschaft für Auswärtige Politik sowie der Deutschen Gesellschaft für die Vereinten Nationen. Zudem war er Mitglied des Goethe-Instituts.

## Auszeichnungen
1984 erhielt er das Große Bundesverdienstkreuz.

## Veröffentlichungen
- Die Koexistenz der Religionsgemeinschaft im Libanon, 1965
- Staatsrechtliche Probleme parlamentarischer Mitregierung am Beispiel der Arbeit der Bundestagsausschüsse, 1970
- Der Grundsatz der Nichtdiskriminierung im Völkerrecht der internationalen Handelsbeziehungen, 1972
- Zu Inhalt und Grenzen der Rundfunkfreiheit, 1978
- Reden und Aufsätze, 1984
- Redaktionsmitglied der Zeitschrift Europa Archiv
- Mitherausgeber des German Yearbook of International Law

## Belege
1. ↑  Traueranzeigen von Wilhelm Kewenig | Tagesspiegel Trauer. Abgerufen am 25. September 2019 (deutsch).
2. ↑  Prof. Dr. Wilhelm Alexander Kewenig. 10. Januar 2017, abgerufen am 25. September 2019.
3. ↑  Christos M. Joachimides: Im Gespräch mit der ersten Kunstszene der BRD. In: Café Deutschland. Städel Museum, 7. März 2016, abgerufen am 25. September 2019.
4. ↑  Michael O. Kewenig : Traueranzeige : Frankfurter Allgemeine Zeitung. Abgerufen am 25. September 2019.
5. ↑  Anwalt der Schönheit. Abgerufen am 25. September 2019.
6. ↑  Academia, Zeitschrift des Cartellervandes der katholischen deutschen Studentenverbindungen, 86. Jg., Nr. 4, Aug. 1993, S. 166 (Nachruf)
7. ↑  Autonomes Schwulenreferat im AStA FU: Der Blick zurück. Das Referat wird erkämpft. (Memento vom 27. September 2007 im Internet Archive), heruntergeladen am 22. Juni 2010
8. ↑  Kreuzberg: Lahmer Fritz. In: Der Spiegel. Nr. 35, 1987 (online).
9. ↑  Foto. In: tagesspiegel.de. Abgerufen am 8. Januar 2017.

| Personendaten    | Personendaten                  |
| ---------------- | ------------------------------ |
| NAME             | Kewenig, Wilhelm               |
| ALTERNATIVNAMEN  | Kewenig, Wilhelm Alexander     |
| KURZBESCHREIBUNG | deutscher Politiker (CDU), MdA |
| GEBURTSDATUM     | 20. Juni 1934                  |
| GEBURTSORT       | Köln                           |
| STERBEDATUM      | 18. Juni 1993                  |
| STERBEORT        | Frankfurt am Main              |